# Xavier Montsalvatge

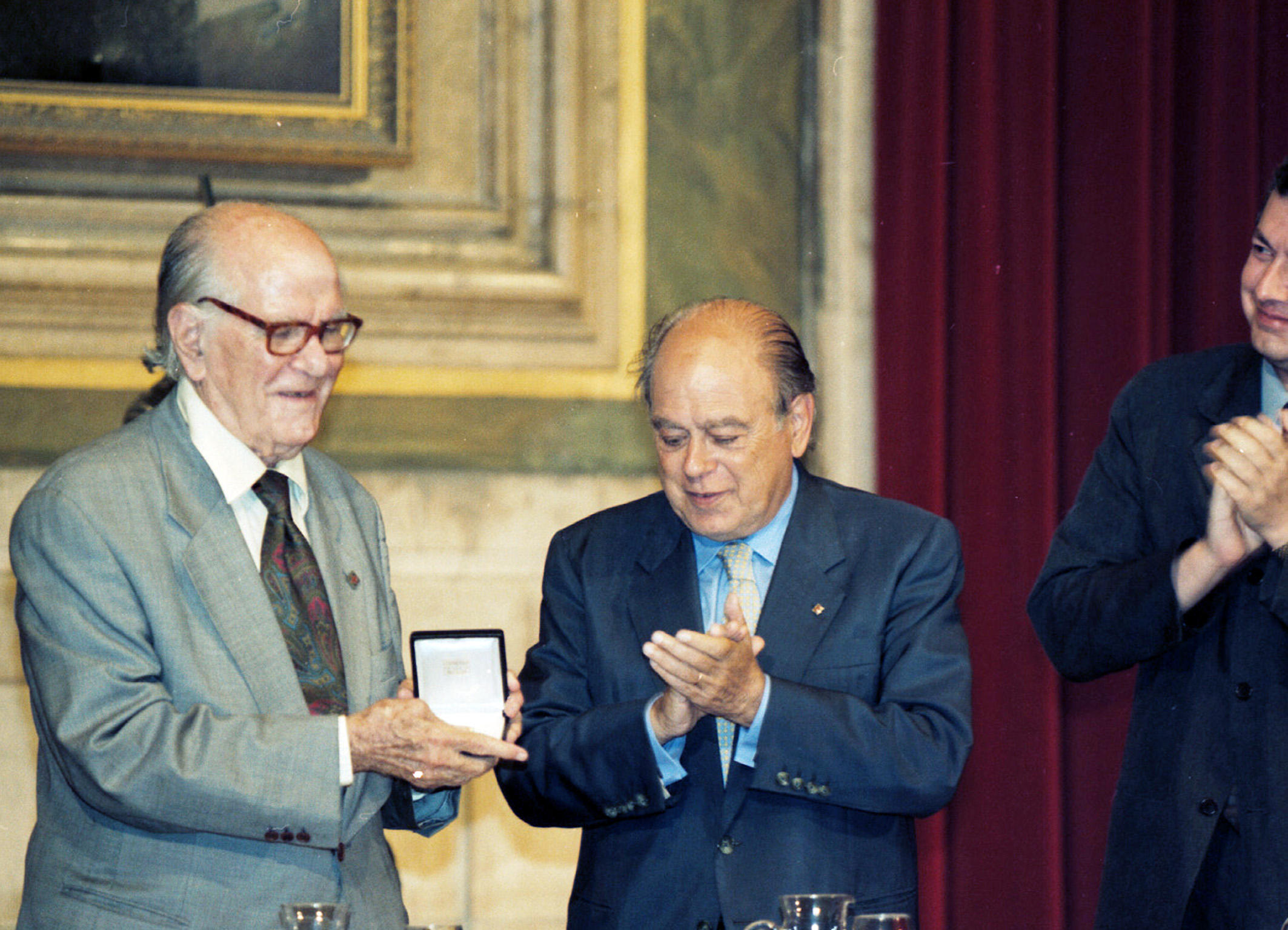
Xavier Montsalvatge (links)

Xavier Montsalvatge (Gerona, 11 maart 1912 - Barcelona, 7 mei 2002) was een Spaanse componist en muziekcriticus en een van de sleutelfiguren van de Spaanse muziek van de tweede helft van de 20e eeuw.

## Biografie
Montsalvatge studeerde viool en compositie aan het conservatorium in Barcelona. In 1934 won hij er de Rabell prijs voor zijn impromptu's voor piano. Vanaf 1970 gaf hij zelf les aan het conservatorium en vanaf 1978 doceerde hij daar compositieleer. Montsalvatge was een leerling van Lluís Maria Millet, Enrique Morera, Jaume Pahissa en Eduard Toldrá. Na de Spaanse Burgeroorlog begon hij in 1942 als muziekcriticus te schrijven voor het tijdschrift Destino waarvan hij tot 1975 directeur was, alsook vanaf 1962 voor de krant La Vanguardia.

## Stijl
Zijn stijl valt in verschillende perioden onder te verdelen. In het begin werd hij sterk beïnvloed door het twaalftoonstelsel (zie ook: Arnold Schönberg) en de muziek van Richard Wagner, die de Catalaanse muziekscene in die tijd beheersten en die zich uitte in zijn Sinfonía mediterránea uit 1949. Daarop volgde een periode waarin hij zich liet inspireren door de muziek uit de Antillen. Zijn composities Cinco canciones negras uit 1945 en Cuarteto indiano uit 1952 zijn hier voorbeelden van. Hij werkte samen met Federico Mompou aan de totstandkoming van het ballet Don Perlimpin dat in 1956 uitkwam. Later onderhield hij contacten met de Franse componist Olivier Messiaen en met Georges Auric, die zijn stijl op een cruciale manier veranderden. Zijn werk werd al snel door de vrije polytonaliteit gekarakteriseerd, zoals in Partida uit 1958. De laatste periode van zijn werk werd beïnvloed door de avant-garde.

## Werken
De werken van Montsalvatge omvatten praktisch alle genres, van opera, zoals El gato con botas en Una voz en off tot kamermuziek (Cuarteto indiano). Daartussen orkestwerken zoals Desintegración morfológica de la Chacona de Bach, Laberinto o Sinfonía de réquiem en de Sinfonía Mediterránea (1949), waarvoor hij een prijs van de muziekhogeschool kreeg. Zijn internationale beroemdheid dankte hij voornamelijk aan Cinco canciones negras voor sopraan en orkest, waarin hij rhytmes en thema's van de muziek van de Antillen verwerkte, in het bijzonder in Canción de cuna para dormir un negrito. Hij schreef ook filmmuziek en kreeg voor de muziek van de film Dragón Rapide in 1987 een nominatie voor de Goya, een jaarlijkse filmprijs die wordt uitgereikt door de Academia de las Artes y las Ciencias Cinematográficas de España, .
Andere werken:
- Concerto Breve (1952) voor piano en orkest
- Sonatina voor Ivette (1962)
- Babel (1967)
- Homenaje a Manolo Hugué (1971)
- Serenata a Lydia de Cadaqués (1971)
- Reflexions-obertura (1975)
- Concert capriccio (1975) voor harp en orkest
- Fantasía (1985) voor harp en gitaar
- Babel 46 (eerste opvoering 2002)

- Bibsys: 1050489
- Biblioteca Nacional de España: XX891523
- Bibliothèque nationale de France: cb13897659t (data)
- Catàleg d'autoritats de noms i títols de Catalunya: 981058513894206706
- CiNii: DA09727642
- Gemeinsame Normdatei: 118918176
- International Standard Name Identifier: 0000 0000 8411 8874
- Library of Congress Control Number: n80053119
- Nationale Bibliotheek van Letland: 000101168
- MusicBrainz: 8823e127-b2c6-40b6-a4de-f8e2d8e1e1b8
- Nationale Bibliotheek van Tsjechië: pna2006370550
- Nationale Bibliotheek van Israël: 987007319045605171
- Nederlandse Thesaurus van Auteursnamen: 074357174
- Istituto Centrale per il Catalogo Unico: LO1V274883
- Système universitaire de documentation: 060341033
- Virtual International Authority File: 114831608
- WorldCat: E39PBJmdvCrTYcCdDxQB3h46rq